# 이와사키 히로시
이와사키 히로시(일본어: 岩崎 ひろし, 1953년 5월 29일 ~ )는 일본의 남성 성우 겸 배우. 사이타마 출신으로 극단 청년좌 소속.